# José Millán Astray
José Millán Astray y Terreros (5. července 1879, A Coruña, Galicie – 1. ledna 1954, Madrid) byl zakladatel a první velitel Španělské cizinecké legie a významná postava počátků režimu generála Francisca Franca ve Španělsku.
Narodil se v rodině vrchního madridského žalářníka, jeho rodiče ale prováděli i čilé kulturní aktivity. Před studiem práv si vybral vojenskou kariéru a v roce 1894 začal studia na vojenských školách. Po absolvování sloužil u generálního štábu španělské armády, ale brzy se jako dobrovolník přihlásil na Filipíny, kde vypukla vzpoura. Za své hrdinství (mj. za obranu města San Rafael s třiceti vojáky proti přesile dvou tisíc povstalců) byl několikrát vyznamenán. Při další službě v Maroku přišel o ruku a oko a získal přezdívku Glorioso mutilado (Slavný mrzák).
V Alžírsku studoval organizaci francouzské cizinecké legie a s podporou Francisca Franca založil Španělskou Legii, jejíž se stal prvním velitelem. Millán Astray vložil do legie její ideologii založenou na španělských imperiálních a křesťanských tradicích. Za španělské občanské války byl na straně nacionalistů.
V letech 1936 až 1937 byl ředitelem úřadu pro rozhlas, tisk a propagandu. Poté, co se v roce 1941 zamiloval do Rity Gassetové (sestřenice filosofa José Ortegy y Gasseta) a rozvedl se s manželkou Elvirou, poslal ho z obavy před hrozícím skandálem Franco do Lisabonu a tím ukončil jeho veřejné působení. Bez zájmu veřejnosti se vrátil Millán Astray později do Španělska a v Madridu zemřel na selhání srdce.